# Catedral de Justo
La Catedral de Justo és un edifici de grans proporcions, a semblança d'una gran catedral cristiana, se situa a Mejorada del Campo, Espanya. Estava sent construïda com a projecte individual per una sola persona, Justo Gallego Martínez, fins a la seva mort el 2021; quan la va donar a Mensajeros de la Paz perquè fos acabada.
Justo va començar a construir-la en un terreny de cultiu propietat de la seva família el 12 d'octubre de 1961, després de ser expulsat del Monestir de Santa María de Huerta, a Sòria, per estar malalt de tuberculosi.
En curar-se, com a promesa, va decidir agrair-li-ho a Déu i a la Mare de Déu amb la construcció d'aquesta obra. Va obtenir els recursos per construir la catedral valent-se del seu patrimoni familiar, venent i arrendant les seves terres i gràcies a donacions privades.
Justo va dedicar més de 50 anys a construir la catedral; a excepció d'algunes ajudes esporàdiques tot ho va fer amb les seves mans, sense tenir cap formació relacionada amb la construcció. De fet els seus estudis primaris van quedar interromputs en esclatar la Guerra Civil Espanyola. No hi ha plànols ni projecte oficial de la catedral.
És un edifici amb elements arquitectònics destacables. Encara que Justo la va anomenar catedral, i així és coneguda, en realitat no és un temple, en no estar consagrat ni ser reconegut com a tal per la diòcesi d'Alcalá de Henares.
Els habitants de Mejorada del Campo coneixen l'obra com «la Catedral de Justo». L'any 2005 una campanya publicitària de la beguda Aquarius va difondre l'existència de l'obra a escala internacional. El Museu d'Art Modern de Nova York va mostrar fotos d'aquesta obra arquitectònica en una de les exposicions de la temporada 2003-2004.

## La Catedral

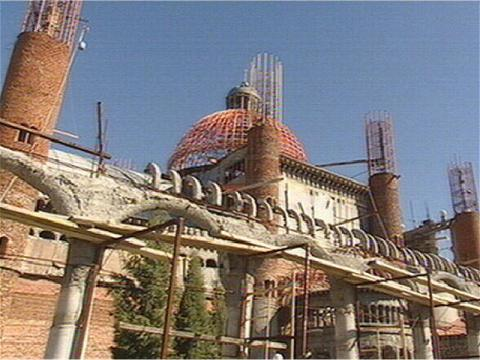
Catedral de Justo, vista lateral.

Ocupa un terreny de 4.740 metres quadrats i actualment fa 35 metres d'alçada.
Compta amb tots els elements d'una catedral clàssica. Està dedicada a la Mare de Déu del Pilar, i està construïda amb materials donats per empreses i particulars. La major part dels materials de construcció són reciclats. En la seua construcció Justo va emprar objectes quotidians i materials rebutjats per constructores i per una fàbrica de rajoles propera. Per realitzar les columnes utilitzava bidons de benzina vells com a motlles, per als pilars utilitzava pots de plàstic plens de formigó i una roda de bicicleta feia de corriola.

### L'interior
Es tracta d'un temple de planta basilical clàssica. De les tres naus, la central és més ampla que les altres, seguint l'esquema tradicional d'una catedral catòlica. Totes elles estan cobertes per voltes de mig canó, en l'actualitat inacabades, per la qual cosa es pot veure la manera de realitzar-les, amb filferros corbs i formigó. Per realitzar el sostre, Justo va utilitzar un material lleuger, a manera de grava, que s'usa amb el formigó en construccions contemporànies per donar més lleugeresa als edificis. Així mateix, la nau central té un trifori i probablement tindrà una tribuna que envoltarà tota la superfície per poder accedir a tot el perímetre en aquesta altura. La capçalera s'organitza en un gran absis on es troba l'altar. A l'exterior es poden apreciar absidiols i torres. A la part central de la catedral, s'alça la cúpula sobre petxines. La coberta va ser realitzada amb xapes superposades, igual que la volta de mig canó de la nau. Les parets estan perforades perquè penetri la llum, en relació amb la idea medieval de relacionar Crist amb la llum. Totes elles anirien decorades amb vitralls.

### El pati interior
Al pati interior hi ha formigó, filferros i ferros, disposats per donar les diferents formes del pati. Es pot apreciar a tota la catedral que les rajoles més «velles», les que estan més avall, són de forma irregular i units els uns amb els altres en un complicat encaix. Aquestes rajoles, defectuoses, les recollia en una fàbrica propera que les rebutjava.

### La cúpula
Per la complexitat per erigir-la, la cúpula de la catedral és un dels elements arquitectònics més cridaners.
Hi ha una gran quantitat de busts que decoren la part superior de la catedral al costat de la cúpula, que recorden les escultures dels edificis renaixentistes.

### La cripta
Com bona part de les catedrals existents a Espanya, la Catedral de Justo disposa d'una cripta accessible tant per l'interior com pel patil.

### Murals
Els murals de la Catedral van ser fets pel pintor Carlos Romano Silveira en pintura plàstica. Va començar els murals de l'edifici amb 19 anys i els va abandonar als 20 ja que Justo no li va permetre seguir. Al principi volia que es pintessin passatges de l'Antic Testament, però el pintor li va suggerir que fossin de la vida de la Mare de Déu.

### L'ala dreta
S'aprecien moltes columnes realitzades de manera totalment artesanal. Amb bidons usats com a motlles, Justo els omplia de formigó per donar la forma desitjada i els deixava assecar, posteriorment treia els blocs i els unia mitjançant ferros i cables.
Les baranes i algunes unions estan fetes amb ferros d'obra units amb formigó i envoltats de trossos de cables de la llum o trossos de goma.
En aquesta part del terreny es poden observar diverses edificacions. Per exemple, una utilitzada de magatzem. Al seu costat també hi ha altres dependències molt menys construïdes. Una era el lloc de descans dels seus ajudants d'estiu i, passada aquesta, hi ha un sender de pedres per accedir a la porta principal.

## Documentals
- 2000: El labriego que creyó en Dios, coproducció Espanya - Escòcia, producció any 2000, Direcció José Ramón Pedroza, Producció Zacaries Copping, Guió José Ramón Pedroza, Jorge A Morales. duració 38 min.
- 2001: Die Baustelle des Herrn / Le Chantier de Dieu, documental (26 minuts) de Peter Moers i Jörg Daniel Hissen, Medientkontor, 360 Geo Reportage / Arte TV, 2001.[6][7]
- 2006: Discovery Channel Llatinoamèrica, en la seva secció «Moments Discovery» entre comercials, emetia durant l'any 2006 un documental d'aproximadament tres minuts, on Don Just explica les visions en la seva catedral i esmenta la seva poca experiència amb l'enginyeria o l'arquitectura, exposant la seva fe com a motor del projecte, (castellà).
- 2009: The Madman and the Cathedral / El loco de la catedral, documental britànic-espanyol de James Rogan (20 minuts), 2009 (castellà), explicacions escrites i subtítols en anglès.[8][9]
- 2009: Catedral, documental d' Aliocha Allard i d'Alessio Rigo de Righi (20 minuts), (castellà), explicacions escrites i subtítols en anglès (Regne Unit[10] o França[11][12] o Itàlia/França/Espanya[13]). Ha guanyat diversos premis.[13]
- 2016:  Ser Justo. La catedral de todos, documental (26:19 minuts), canal RT, canal de Rússia en castellà, 2016 (castellà).
- 2020: Pan Seco Arxivat 2022-01-23 a Wayback Machine., documental (España, 2020). Direcció: Román Cadafalch i Cadhla Kennedy. Durada: 74 min. Disponible a la plataforma Filmin (castellà sense subtítols a 2024)
- 2021: Las tentaciones de Justo (RTVE, 1'05"), dirigida per Miryam Pedrero Aristizábal i Diego Herrero Lamo d'Espinosa, guió de Miryam Pedrero.[14] (castellà sense subtítols a 2024)
- 2022: The Cathedral / Katedra dirigit per Denis Dobrovoda, Kolsa Films, Eslovàquia (1'14", o 87")[15] (castellà amb subtítols en anglès) - rep diversos premis i acceptat a un bon nombre de festivals.[16]